# スロー・ラヴ
「スロー・ラヴ」は、竹内まりやの33枚目のシングル。2006年12月6日にMOON RECORDSより発売された。

## 解説
表題曲の「スロー・ラヴ」は、竹内のシングルでは初めて、男性目線から女性に対して語りかける詞の表現がとられ、歌詞には、身近にありすぎて気がつかない幸せや本当に大切な人の存在に、ゆっくりでいいから気がついてほしいという願いがこめられている。
カップリングの「Never Cry Butterfly」は、ピカデリー・サーカスのアルバム『Piccadilly Circus』収録曲のカバー。演奏には山下達郎と共にピカデリー・サーカスも参加している。
初回限定盤はCD EXTRA仕様となっており、「スロー・ラヴ」のメイキング映像と「シンクロニシティ(素敵な偶然)」のミュージック・ビデオが収録されている。

## 収録曲
| #  | タイトル                                                  | 作詞       | 作曲                | 編曲              | 時間 |
| -- | --------------------------------------------------------- | ---------- | ------------------- | ----------------- | ---- |
| 1. | 「スロー・ラヴ」(フジテレビ系連続ドラマ『役者魂!』挿入歌) | 竹内まりや | 竹内まりや          | 山下達郎          | 4:38 |
| 2. | 「Never Cry Butterfly」                                   | 杉真理     | 杉真理 & 伊豆田洋之 | Piccadilly Circus | 4:59 |
| 3. | 「スロー・ラヴ（オリジナル・カラオケ）」                  |            |                     |                   | 4:38 |
| 4. | 「Never Cry Butterfly（オリジナル・カラオケ）」           |            |                     |                   | 4:57 |

## レコーディング・メンバー

### スロー・ラヴ
- 山下達郎 : Computer Programming, Drums, Electric Guitar, Acoustic Guitar, 12string Electric Guitar, 12string Acoustic Guitar, Keyboards, Glocken, Percussion & Background Vocals
- 伊藤広規 : Electric Bass
- 佐橋佳幸 : Electric Guitar (Solo on Coda)
- 難波弘之 : Acounstic Piano
- 竹内まりや : Background Vocals
- 橋本茂昭 : Computer Programming & Synthesizer Operation

### Never Cry Butterfly
- 杉真理 : Background Vocal
- 松尾清憲 : Background Vocal
- 風祭東 : Electric Bass & Background Vocal
- 上田雅利 : Drums & Tambourine
- 橋本哲 : Electric Guitar
- 伊豆田洋之 : Acoustic Piano & Background Vocal
- 山本圭右 : Electric Guitar
- 小泉信彦 : Keyboards & Hammond B-3
- 山下達郎 : Acoustic Guitar

## 収録アルバム
- 『Denim』（1. 2.）

## カバー
- 2008年、オリビア・ニュートン＝ジョン（コンピレーション・アルバム『Sincerely...〜Mariya Takeuchi Songbook〜 Complete Edition』）